# Approximation des champs faibles
L'approximation des champs faibles en relativité générale est utilisée pour décrire les champs gravitationnels loin de la source de la gravité.
Elle permet de retrouver les lois de la gravitation de Newton.

## Description mathématique
Dans cette approximation, on suppose qu'on peut écrire la métrique de l'espace-temps ({\displaystyle g\ }) sous la forme
{\displaystyle g_{\mu \nu }=\eta _{\mu \nu }+\epsilon \gamma _{\mu \nu }\ }
où {\displaystyle \eta _{\mu \nu }\ }  est la métrique de Minkowski, {\displaystyle \gamma _{\mu \nu }\ } est la déviation (faible) par rapport à cette dernière et {\displaystyle \epsilon \ } une constante réelle non nulle.
Une relation entre le potentiel de gravité newtonien {\displaystyle \Phi \ } et le terme de déviation cité ci-dessus peut être obtenu en calculant les symboles de Christoffel {\displaystyle \Gamma ^{\mu }{}_{44}\ }, en ignorant les termes d'ordre plus important que {\displaystyle \epsilon \ } :
{\displaystyle \Gamma ^{\mu }{}_{00}=-{\frac {\epsilon }{2}}g^{\mu \nu }\gamma _{00,\nu }\ }
et on en déduit :
{\displaystyle \Gamma ^{0}{}_{00}=0\ }
{\displaystyle \Gamma ^{i}{}_{00}=-{\frac {\epsilon }{2}}\gamma _{00,i}\ } ({\displaystyle i=1,2,3})

## Géodésique
L'équation de la géodésique devient :
{\displaystyle {\frac {d^{2}x^{i}}{dt^{2}}}=-\Gamma ^{i}{}_{00}={\frac {\epsilon }{2}}\gamma _{00,i}=-\nabla \Phi }
où :
- {\displaystyle \Phi } est le potentiel de gravitation newtonien ;
- {\displaystyle c} est la vitesse de la lumière dans le vide.

On a ainsi :
{\displaystyle \Phi =-{\frac {\epsilon }{2}}\gamma _{00}\ }
Comme par ailleurs on sait que :
{\displaystyle \Phi =-{\frac {Gm}{r}}\ }
où {\displaystyle G\ } est la constante gravitationnelle, {\displaystyle m\ } est la masse du corps attracteur et {\displaystyle r\ } la distance radiale au centre de ce corps, on trouve que :
{\displaystyle g_{00}=-c^{2}+{\frac {2Gm}{r}}\ }
L'approximation des champs faibles est utile pour trouver les valeurs de certaines constantes, par exemple dans l'équation d'Einstein et la métrique de Schwarzschild.